# Pornhub
Порнхаб (енгл. Pornhub) је мрежна услуга за размјену порнографских видео снимака и највећи порнографски веб-сајт на интернету. Основан је у Монтреалу 2007. и отад пружа професионалне и аматерске услуге фотографисања. Има канцеларије и сервере у Сан Франциску, Хјустону, Њу Орлеансу и Лондону. У марту 2010. купила га је компанија Manwin (данас позната под именом MindGeek) која такође посједује друге порнографске веб-сајтове.

## Историја
Страницу, тада у склопу компаније Interhub, основао је веб-програмер Мет Кизер и покренуо почетком 2007. У марту 2010. компанију је купио Фабијан Тилман, руководећи партнер конгломерата Manwin, данас познатијег под именом MindGeek. Pornhub сачињава истоимену мрежу која се састоји од страница YouPorn, RedTube и њима сличним. Иако није најпопуларнији порнографски веб-сајт, ипак је највећи на интернету пружајући више видео записа од било којег сличног сајта.
Веб-сајт посјетиоцима омогућава преглед порнографских видео клипа из разних категорија, укључујући професионалне и аматерске видео клипове. Корисници могу да дијеле видео клипове на друштвеним мрежама или да оцјењују њихов квалитет. Корисници такође могу направити бесплатни кориснички налог који им омогућава коментарисање, преузимање и додавање клипова на списак омиљених видеа; такође могу да постављају властите видео клипове. Како би обезбиједили да сајт не садржи нелегални садржај, корисници се подстичу да пријаве неприкладне видео записе које ће Pornhub затим прегледати и уклонити ако крше услове коришћења веб-сајта.
У настојању да пружи што бољу квалитету садржаја, компанија је у октобру 2013. покренула услугу „Pornhub Select” (дословно „Pornhub бира” у значењу „Одабрани садржај са странице Pornhub”). Дана 9. октобра 2013. Pornhub је покренуо веб-сајт за кураторство под називом „PornIQ” који користи разне алгоритме како би направио прилагођене спискове за репродукцију који се заснивају на низу фактора, почев од омиљених врста порнографских видео записа, колико је сати кад корисник посјећује сајт, у којем се дијелу свијета налази, па до доступног времена којим корисник располаже да га (или их) гледа. Дејвид Холмс са PandoDaily нагласио је да овакав начин изградње прилагођених спискова за репродукцију користећи знатну количину података, издваја Pornhub од других услуга које су покушале да направе сличне услуге. Такође је нагласио да ово означава нови тренд међу „Веб 2.0” сајтовима тако што се прелази с обичног тражења садржаја на пасивно кураторство.
Према подацима из 2009. три највећа порнографска веб-сајта „RedTube, YouPorn и PornHub — заједно имају 100 милиона појединачних посјетиоца”. Након што је Њемачка поразила Бразил на Свјетском првенству у фудбалу 2014, PornHub је апеловао кориснике да престану постављати снимке с насловима који садрже сексуалне алузије на пораз.
У јуну 2015. PornHub је објавио да ће почети да снима порнографске филмове у свемиру, називајући их Sexplorations. Сајт се нада да ће покренути свемирску мисију и снимити филм 2016, с тим да ће донатори са IndieGogo покрити трошкове продукције од 3,4 милиона долара. У Sexplorations глумиће Ева Ловија и Џони Синс који ће проћи кроз „шест мјесеци ригорозне обуке” прије свемирске мисије.
Дана 1. фебруара 2016. PornHub је покренуо интернетски касино којег покрећу Betsoft, Endorphina и 1x2gaming. За првоаприлску шалу 2016. сајт је почетну страницу промијенио у CornHub („corn” на енглеском језику значи „кукуруз”) која је приказивала видео записе кукуруза у комбинацији са сексуално примамљивим насловима.

### Наводи кршења ауторских права
Године 2010. порнографске компаније Pink Visual и Ventura Content покренули су судски спор наводећи да су власници Pornhubа, Mansef Inc. и Interhub, прекршили њихова ауторска права приказујући 95 видео записа на сајтовима Pornhub, Keezmovies, Extremetube и Tube8. Ventura Content је навео да је 45 видео записа репродуцирано „на десетине милиона пута” и да пиратство угрожава „цијелу индустрију за одрасле”. Парница је ријешена у октобру 2010. с тим да се тачни детаљи не знају. Странке су се договориле да ће сајтови садржавати дигиталне отиске прстију видео записа како би лакше могли открити кршење ауторских права. Сматра се да Pornhub и сличне компаније представљају јаку конкуренцију сајтовима с плаћеним садржајем, традиционалним порнографским часописима и порнографским DVD-овима.

## Носиви уређај
У фебруару 2015. компанија је најавила да раде на наруквици опремљеној електричним генератором кинетичке енергије. Првенствено намијењен мушкарцима, уређај користи горње и доње кретање приликом самозадовољавања за пуњење потрошачке електронике.